# Mark Farina
Mark Farina (født 25. marts 1969 i Chicago, Illinois, USA) er en amerikansk Techno/Dance producer og DJ.
1. ↑  Navnet er anført på bokmål og stammer fra Wikidata hvor navnet endnu ikke findes på dansk.